# Yolanda Arroyo Pizarro
Yolanda Arroyo Pizarro (Guaynabo, 29 de outubro de 1970) é uma contista, ensaísta e romancista premiada porto-riquenha.

## Biografia
Yolanda Arroyo Pizarro nasceu em 29 de outubro de 1970 em Guaynabo, Porto Rico e foi criada por seus avós, Petronila Cartagena e Saturino Pizarro. Ela começou a escrever ainda jovem em boletins e jornais da escola e ganhou competições de desenho e de ensaios no Colégio San Vicente Ferrer em Cataño. Em 1989 ganhou o concurso intra-universitário da Universidade Central de Bayamón com o conto "Vimbi Botella". Em 1990 dirigiu uma peça chamada ¿A dónde va el amor? (Para onde vai o amor?) baseada em seu próprio roteiro, cuja história se passava em Barrio Amelia, um bairro pobre de Guaynabo onde a autora foi criada.
Em 2004, Arroyo publicou seu primeiro livro de contos, Origami de Letras. Publicou no ano seguinte seu primeiro romance Los documentados que lida com a questão da migração no Caribe, especialmente de Hispaniola para Porto Rico. Esse romance ganhou o Prêmio PEN de 2006. Em 2007 publicou um novo livro de contos, Ojos de Luna, onde ela explora as maneiras como o despejo, a solidariedade e as barreiras espirituais marginalizam as pessoas. O livro foi escolhido pelo jornal El Nuevo Día como um dos melhores de 2007 e foi finalista do Prêmio Porto-Riquenho de Literatura Nacional. No mesmo ano ela foi escolhida como uma dos mais importantes escritores da América Latina com menos de 39 anos de idade como parte do Bogotá39, convocada pela UNESCO, o Hay Festival e o Ministério da Cultura de Bogotá, sendo a única representante de Porto Rico.
Em 2011, o Salão Literário Libroamérica de Porto Rico escolheu o livro de Arroyo Caparazones como o melhor romance inédito e no mesmo ano ela foi premiada com uma bolsa de escritora pelo Centro Cultural Nacional Hispânico, em Albuquerque, Novo México. A Convenção de Escritoras Latinas reconheceu seu conto Los cojones de una mujer in pecho em sua convenção de 2012. A obra de Arroyo consiste em dois romances, três coletâneas de poemas, nove livros de contos e contribuições para mais de duas dúzias de antologias. Arroyo já foi radialista do programa Kooltureate na Bonita Radio e é a Editora Chefe da revista literária Revista Boreales. Além de suas próprias publicações, ela contribui regularmente para jornais como Claridad, La Expresión, El Nuevo Día e El Vocero. Ela foi membro dos jurados do Prêmio Sor Juana Inés de la Cruz da Feira Internacional do Livro de Guadalajara durante muitos anos.
Arroyo frequentemente escreve sobre questões da comunidade LGBT no seu trabalho e já participou com outros escritores e ativistas das comunidades LGBTTIQ e afro-descendentes em conferências e simpósios realizados na Colômbia, Equador, México, Espanha e Venezuela. Em 2014, ela e sua parceira, Zulma Oliveras Vega se juntaram ao caso de casamento entre pessoas do mesmo sexo Conde-Vidal v. Rius-Armendariz. Quando a Corte de Apelações para a Primeira Instância dos Estados Unidos decidiu que a proibição do casamento na ilha era inconstitucional, Arroyo e Oliveras se tornaram o primeiro casal homossexual a se casar em Porto Rico.

## Publicações
Arroyo Pizarro teve suas obras publicadas na Espanha, México, Argentina, Panamá, Guatemala, Chile, Bolívia, Colômbia, Venezuela, Dinamarca, Hungria e França. Seu trabalho já foi traduzido para o inglês, italiano, francês e húngaro.

## Livros
- 2003 Origami de letras, 2003, Publicaciones Puertorriqueñas, Porto Rico.
- 2005 Los documentados, 2005, Editorial Situm, Porto Rico.
- 2007 Ojos de luna, 2007, Terranova Editores, Porto Rico.
- 2009 Historias para morderte los labios
- 2010 Cachaperismos: poesía y narrativa lesboerótica (contos eróticos lésbicos e seleção de poemas de autoras lésbicas)
- 2010 Caparazones (romance)
- 2010 Medialengua: moitié langue, petits poèmes et des histoires
- 2013 Violeta, (romance)
- 2017 TRANScaribeñx, Editorial EGALES, Barcelona-Madrid (short stories)

### Contos
- "Las ballenas grises" (Primer Prêmio Certamen Pepe Fuera de Borda de Argentina 2006)
- "El coleccionista de latidos" (Primer Premio Certamen Pepe Fuera de Borda de Argentina 2005)
- "Orión", de Origami de letras
- "Virginia", de Origami de letras
- "Manos Dibujando", Revista Antropofagia, Argentina 2008
- "Fahrenheit" (conto em Derivas.net)
- "Rapiña", (conto em Letralia.com)
- "Andanas" (conto no jornal Sinister Wisdom, Número 97; Verão de 2015)

### Poemas
- Seleção de poemas, Antología Mujer Rota, Lamujerrota.blogspot.com